# Bandana (Band)
Bandana ist der Name einer argentinischen Popgruppe, die 2001 aus der dortigen Version des TV-Gesangswettbewerbs Popstars hervorgegangen ist. Die Popgruppe hat sich im Jahr 2004 aufgelöst, nachdem sie mehrere mit Platin ausgezeichnete Alben eingespielt und verkauft hat.

## Bandmitglieder
- Virginia „Viri“ da Cunha (* 15. Juni 1981)
- Lourdes Cecilia Fernández (* 2. April 1981)
- Valeria „Vale“ Gastaldi (* 5. Dezember 1981)
- Ivonne Guzmán (* 10. September 1984)
- María Elizabeth „Lissa“ Vera (* 31. Januar 1982)

## Diskografie

### Alben
| Jahr | Titel            | Höchstplatzierung, Gesamtwochen, AuszeichnungChartsChartplatzierungen (Jahr, Titel, Platzierungen, Wochen, Auszeichnungen, Anmerkungen) | Anmerkungen                                             |
| Jahr | Titel            | AR | Anmerkungen                                             |
| ---- | ---------------- | --- | ------------------------------------------------------- |
| 2001 | Bandana          | AR1 ×4Vierfachplatin · (? Wo.)AR | Erstveröffentlichung: November 2001 Verkäufe: + 308.000 |
| 2002 | Noche            | AR1 ×3Dreifachplatin · (? Wo.)AR | Erstveröffentlichung: 20. Juni 2002 Verkäufe: + 120.000 |
| 2003 | Vivir Intentando | AR1 ×2Doppelplatin · (? Wo.)AR | Erstveröffentlichung: 22. April 2003 Verkäufe: + 80.000 |
| 2004 | Hasta Siempre    | — | Erstveröffentlichung: 2004 Livealbum                    |

### Singles
- 2001: Guapas
- 2002: Cómo Puede Ser
- 2002: Maldita Noche
- 2002: Doce Horas
- 2002: Vivir Intentando
- 2002: Llega La Noche
- 2002: Un Demonio
- 2003: Necesito Tu Amor
- 2003: Sigo Dando Vueltas
- 2003: Hasta El Día de Hoy
- 2004: Canto Con Vos

## Auszeichnungen für Musikverkäufe
| 2× Platin-Schallplatte - Uruguay - 2002: für das Album Bandana |

Anmerkung: Auszeichnungen in Ländern aus den Charttabellen bzw. Chartboxen sind in ebendiesen zu finden.
| Land/RegionAuszeichnungen für Musikverkäufe (Land/Region, Auszeichnungen, Verkäufe, Quellen) | Gold | Platin       | Verkäufe | Quellen                                                     |
| -------------------------------------------------------------------------------------------- | ---- | ------------ | -------- | ----------------------------------------------------------- |
| Argentinien (CAPIF)                                                                          | —    | 9× Platin9   | 500.000  | capif.org.ar (Memento vom 31. Mai 2011 im Internet Archive) |
| Uruguay (CUD)                                                                                | —    | 2× Platin2   | 8.000    | Einzelnachweis                                              |
| Insgesamt                                                                                    | —    | 11× Platin11 |          |                                                             |